# رضا جاودانی
رضا جاودانی (زادهٔ ۲۵ مهر ۱۳۴۸) وکیل، مجری سابق تلویزیونی فوتبال و عضو کمیته انضباطی فوتبال ایران است.
وی که دارای مدرک فوق لیسانس رشتهٔ حقوق جزا و جرم‌شناسی است، در سال ۱۳۶۸ وارد صدا و سیمای مرکز خراسان شد و به اجرای برنامه‌های مختلف و گزارش مسابقات ورزشی پرداخت.
وی در سال ۱۳۷۶ برای ادامه تحصیل به تهران رفت و در آن‌جا همکاری خود را با شبکه ۳ آغاز نمود؛ نخستین برنامهٔ وی «جُنگ ورزش» نام داشت که از ۱۸ شهریورماه سال ۱۳۷۶ روی آنتن شبکه ۳ رفت. جاودانی با پیوستن به شبکه سه صرفاً به اجرای برنامه پرداخت و گزارشگری فوتبال را کنار گذاشت.
از جمله برنامه‌هایی که جاودانی اجرای آن‌ها را برعهده داشته‌است، می‌توان به گزارش ورزشی (به همراه محمدرضا احمدی و حسین اسدی)، یک جهان یک جام، مردان آهنین، آنسوی نیمکت، بیست‌چهارده (به همراه عادل فردوسی‌پور و محمدحسین میثاقی) و سه‌پاس اشاره کرد.

## جدایی از تلویزیون

#### کناره‌گیری از ادامه فعالیت در تلویزیون ایران
در اواخر تابستان سال ۱۴۰۲ چند قسمت از برنامه گزارش ورزشی بدون حضور رضا جاودانی روی آنتن زنده شبکه ۳ رفت که جاودانی هم در یک مصاحبه کوتاه با پایگاه خبری حرفی‌نو دلیل غیبت در این برنامه را قطع همکاری خود با شبکه ۳ و تلویزیون عنوان کرد. او درباره این تصمیمش این گونه توضیح داد و گفت:
قطع همکاری خودم را با شبکه ۳ و به کلی با تلویزیون اعلام کرده‌ام، ترجیح می‌دهم در این شرایط فعلی با صدا و سیما همکاری نکنم، اکثر دلایلم برای عدم همکاری با صدا و سیما شخصی است، اما در شرایطی فعلی یک انسان نمی‌تواند نسبت به وضعیت زندگی هم‌وطنانش نیز بی‌تفاوت باشد، اوضاع اقتصادی مردم اصلأ خوب نیست و در این شرایط دیگر رمغی برای تماشای برنامه‌های ما ندارد، مدیران تلویزیون و شبکه ۳ لطف داشتند و علاقه‌مند بودند که من به تلویزیون بازگردم اما من فعلاً ترجیح می‌دهم این همکاری ادامه پیدا نکند.

## آثار

### برنامه‌های تلویزیونی
| سال       | نام برنامه                        | سمت             | شبکه      |
| --------- | --------------------------------- | --------------- | --------- |
| ۱۳۷۶      | جُنگ ورزش                          | مجری            | شبکه ۳    |
| ۱۳۸۰–۱۳۸۹ | مردان آهنین                       | مجری            | شبکه ۳    |
| ۱۳۸۱      | ویژه برنامهٔ جام جهانی فوتبال ۲۰۰۲ | مجری            | شبکه ۳    |
| ۱۳۸۱–۱۴۰۲ | گزارش ورزشی                       | مجری            | شبکه ۳    |
| ۱۳۸۹      | یک جهان یک جام                    | مجری            | شبکه ۳    |
| ۱۳۹۱      | جام چهاردهم                       | مجری            | شبکه ۳    |
| ۱۳۹۱      | آنسوی نیمکت                       | مجری            | شبکه ورزش |
| ۱۳۹۳      | بیست‌چهارده                        | مجری            | شبکه ۳    |
| ۱۳۹۳      | آسیا ۲۰۱۵                         | مجری، تهیه‌کننده | شبکه ۳    |
| ۱۳۹۴      | سه‌پاس                             | مجری            | شبکه ۳    |
| ۱۳۹۵      | جام پانزدهم                       | مجری            | شبکه ۳    |

## حاشیه‌ها
- وی در جریان پخش مسابقات جام ملت‌های اروپا ۲۰۱۶، مجری برنامه گزارش ورزشی بود که بلافاصله بعد از برنامه ماه عسل روی آنتن می‌رفت؛ در یکی از شب‌ها طولانی شدن برنامه ماه عسل موجب شد تا جاودانی انتقاداتی را به احسان علیخانی (مجری ماه عسل) بیان کند که با حاشیه‌هایی همراه شد.[۶]
- جاودانی در یک مصاحبه در برنامه ویدئو پادکست با عادل فردوسی‌پور به عنوان عضو کمیته انضباطی صحبت‌های جنجالی درخصوص پروند فساد در فوتبال ایران کرد و از نام‌ها و تخلفات سنگینی پرده برداری کرد که این صحبت‌ها جنجال ها و حواشی فروانی را درپی داشت که منجر به احضار شدن وی به کمیته اخلاق شد.[۷][۸]